# Ideopsis neleus
Ideopsis neleus är en fjärilsart som beskrevs av Hans Fruhstorfer 1904. Ideopsis neleus ingår i släktet Ideopsis och familjen praktfjärilar. Inga underarter finns listade i Catalogue of Life.